# Juha Ahokas
Juha Matti Ahokas (* 18. září 1969 Kokkola) je bývalý finský zápasník – klasik.

## Sportovní kariéra
Pochází ze slavné zápasnické rodiny Pihlajamäki. Jeho babička byla sestrou Hermanni Pihlajamäkiho a sestřenicí Kusty Pihlajamäkiho. Zápasu řecko-římskému se věnoval od svých 15 let. V roce 1988 se jako 19letý mladík účastnil olympijských her v Soulu ve váze do 100 kg a nepostoupil ze základní skupiny. Od roku 1989 startoval v nejtěžší váze do 130 kg, kde patřil po několik sezon k tradičním soupeřům fenomenálního Rusa Alexandra Karelina. V roce 1992 na olympijských hrách v Barceloně jako jeden z mála zápasníků dokázal na Karelinovi urvat v zápase byť jeden bod. Ze základní skupiny olympijského turnaje však do bojů o medaile nepostoupil. V roce 1996 s Karelinem prohrál na olympijských hrách v Atlantě ve třetím kole na lopatky.
V roce 1997 získal před domácím publikem v Kouvole první velkou medaili na mistrovství Evropy při neúčasti Alexandra Karelina. Rok na to ho však chronická bolest zad přiměla ukončit sportovní kariéru. Po úspěšné operaci zad se v roce 2001 na žíněnku vrátil. V roce 2004 se kvalifikoval olympijské hry v Athénách, kde nepostoupil ze základní skupiny přes Íránce Sadžáda Barzího. Sportovní kariéru byl nucen vážně ukončit na podzim roku 2007 po problémech s páteří.

## Výsledky
| Turnaj             | 1988 | 1989 | 1990 | 1991 | 1992 | 1993 | 1994 | 1995 | 1996 | 1997 | 1998 | 1999 | 2000 | 2001 | 2002 | 2003 | 2004 | 2005 | 2006 |
| Turnaj             | 19   | 20   | 21   | 22   | 23   | 24   | 25   | 26   | 27   | 28   | 29   | 30   | 31   | 32   | 33   | 34   | 35   | 36   | 37   |
| Turnaj             | -100 | -130 | -130 | -130 | -130 | -130 | -130 | -130 | -130 | -130 | -130 | -130 | -130 | -130 | -120 | -120 | -120 | -120 | -120 |
| ------------------ | ---- | ---- | ---- | ---- | ---- | ---- | ---- | ---- | ---- | ---- | ---- | ---- | ---- | ---- | ---- | ---- | ---- | ---- | ---- |
| Olympijské hry     | úč.  |      |      |      | 7.   |      |      |      | úč.  |      |      |      | —    |      |      |      | úč.  |      |      |
| Mistrovství světa  |      | ?    | ?    | úč.  |      | ?    | úč.  | 4.   |      | úč.  | úč.  | —    |      | úč.  | úč.  | úč.  |      | úč.  | —    |
| Mistrovství Evropy | ?    | úč.  | ?    | ?    | 4.   | ?    | úč.  | 4.   | 4.   | 2.   | úč.  | —    | —    | 4.   | 3.   | 1.   | —    | —    | 2.   |